# ليباني
ليباني مدينة في شمال شرق سلوفاكيا وتتبع أقليم بريشوف.

## أعلام
- ستانسلاف فارجا

## وصلات خارجية
- الموقع الرسمي لمدينة ليباني